# Cosseria
Cosseria (en ligur Kusèria o Cosceria, Cusseria en piamontès) és un comune italià, situat a la regió de la Ligúria i a la província de Savona. El 2015 tenia 1.105 habitants.

## Geografia
Té una superfície de 12,41 km². Limita amb Cairo Montenotte, Carcare, Cengio, Millesimo i Plodio.

## Evolució demogràfica
| Gràfica d'evolució de Cosseria entre 1861 i 2011 |
|                                                  |
| Font: ISTAT                                      |